# Marton Ernő
Marton Ernő (Dicsőszentmárton, 1896. május 17. – Tel-Aviv, 1960. augusztus 28.) magyar író, szerkesztő, műfordító.

## Élete és munkássága
Rabbi családból származott. Jogot végzett, majd közigazgatási pályára lépett. Kis-Küküllő vármegyében volt főispáni titkár 1917–18-ban, később kolozsvári alpolgármester lett. Mint az általa alapított Új Kelet főszerkesztője az Újvári Péter-féle Zsidó lexikon (Budapest, 1929) meghatározása szerint „a romániai zsidóság kulturális törekvéseit és a kisebbségi önrendelkezés eszméit szolgálta”. Lapokba, évkönyvekbe, gyűjteményes munkákba írt cikkei és tanulmányai tanúsága szerint szolidáris volt az erdélyi haladó mozgalmakkal, s lapjával hozzájárult az egész erdélyi sajtó modernizálásához. Lapjának 1940-es betiltása után Budapesten a magyarországi zsidóság önvédelmében vett részt, majd Bukarestbe költözve szervezett segélyakciót az üldöztetéseket túlélt zsidóság érdekében. 1946-ban kivándorolt Izraelbe, ahol ismét megindította a magyar nyelvű Új Keletet, amelynek haláláig főszerkesztője lett.
1960. augusztus 28-án hunyt el, az Új Kelet szerkesztőségében.

## Művei
Magyarra fordította Max Brod A cionizmus három korszaka (Kolozsvár, év nélkül), Schemarja Gorelik Cion és Gólusz (Nagyvárad, 1920) c. munkáját és A zsidó békeprogram (németből, szerző nélkül, Nagyvárad, 1920) c. kiadványt.
Önálló munkái:
- A zsidó nemzeti mozgalom Erdélyben (Kolozsvár, 1922)
- A magyar zsidóság családfája. Vázlat a magyarországi zsidók településtörténetéhez; Fraternitas, Kolozsvár, 1941; angolul Hungarian Jewish Studies, 1966, ugyanott Vágó Béla életrajzi tanulmánya Marton Ernőről
- A zsidó nép világhelyzete 1941-ben; Fraternitas, Kolozsvár, 1941
- A zsidó nép jövője. A népi asszimiláció törvényszerűségei; Fraternitas, Kolozsvár, 1941
- Mit nyújthat Palesztina a világ zsidóságának?; Fraternitas, Kolozsvár, 1942
- Marton Ernő, Danzig Imre, Móse Gärtner: Mit nyújthat Palesztina a gálut zsidóságának. Három tanulmány; Fraternitas, Kolozsvár, 1942
- Palesztina és a nagy világ; András Ny., Kolozsvár, 1943 (A Fraternitas kiadó időszerű zsidó írások sorozata)
- Palesztina és a nagyvilág. A keletkező zsidó állam világpolitikai vonatkozásai; Fraternitas, Kolozsvár, 1943
- Mit nyújthat Palesztina a világ zsidóságának?; 2. bőv. kiad.; Fraternitas, Kolozsvár, 1943